# Clínies de Sició
Clínies (en llatí Cleinias, en grec antic Κλεινίας) fou el pare d'Àrat de Sició, i va viure al segle III aC.
Enderrocats els tirans Eutidem i Timòclides de Sició, la ciutat, agraïda, va entregar el poder a Clínies segons Pausànies, o, segons Plutarc, Clínies va ser associat al poder per Timòclides. Clínies va ser assassinat aviat per Abàntides, que va ocupar la tirania (264 aC).